# Ютаев, Магомед
Магомед Ютаев (чечен. Мохьмад Ютаев; 1980, Шалажи, Урус-Мартановский район, Чечено-Ингушская АССР, РСФСР, СССР — 1999, Чеченская Республика Ичкерия) —  чеченский военный деятель, участник первой и второй чеченских войн на стороне Чеченской Республики Ичкерия. Известен как один из самых молодых бойцов сопротивления.

## Биография

### Ранние годы
Магомед Ютаев родился в 1980 году в селе Шалажи Урус-Мартановского района. В 1994 году, в возрасте 14 лет, добровольно вступил в народное ополчение ЧРИ для борьбы против российских войск.
В июне 1995 года участвовал в рейде Шамиля Басаева на Будённовск — одной из самых резонансных операций Первой чеченской войны, которая привела к переговорам между чеченскими и российскими властями.
21 мая 1996 года дал интервью чеченскому телевидению, что сделало его известным среди сторонников независимости Ичкерии. В августе 1996 года принимал участие в операции «Джихад» (штурм Грозного), которая привела к временному выводу российских войск из города и завершению Первой чеченской войны.

### Вторая чеченская война и гибель
В 1999 году, после начала Второй чеченской войны, Ютаев вновь присоединился к сопротивлению. По данным чеченских источников, он был захвачен российскими силами и погиб в плену из-за пыток. Однако его тело не было найдено, что породило слухи о возможном выживании.
Чеченцы считают его шахидом (мучеником) и героем борьбы за независимость.